# 마거릿 피츠제럴드
마거릿 킹 피츠제럴드(Margaret King Fitzgerald, 1896년 9월 16일 ~ 2009년 10월 20일)는 113세까지 생존한 캐나다의 여성 장수자(수퍼센티네리언)이다. 

## 업적
1919년 철학박사 레지널드 피츠제럴드(Reginald Fitzgerald) 캐나다 오타와 대학교 교수(훗날 직위)와 결혼하였고 그와의 사이에는 슬하 1남을 두었으며 아들이 결혼하여 얻은 후손, 즉 친손(親孫), 증손(曾孫), 고손(高孫)의 출생과 아울러 부군(夫君)과 아들의 하세를 줄줄이 목도하였고 2009년 10월 20일을 기하여 향년 113세로 별세하였다.

## 같이 보기
- 슈퍼센티네리언